# ГАЗ-67
ГАЗ-67 и последвалият го ГАЗ-67Б са четириколесни съветски военни автомобили. Производството им започва през 1943 г. и продължава до 1953 г.
ГАЗ-67 е подобрена разработка на ГАЗ-64. Джипът е задвижван от 4 цилиндров бензинов двигател с мощност 50 hp (37 kW), с който може да развие 90 km/h.
Година след започването на производството, ГАЗ-67 е заменен от ГАЗ-67Б, който има подобрени технически характеристики.